# 畠山春王丸
畠山春王丸（生年不明－1577年8月7日）是能登的戰國大名畠山氏的末代當主。畠山義隆嫡男。

## 生平
天正4年（1576年），因為父親畠山義隆死去而繼任家督（有說法指父親和伯父義慶是同一人物）（亦有指是1574年）。但是因為年幼，實權被重臣長續連掌握。
『長尾家譜』中記載在天正5年（1577年）受到越後的上杉謙信攻撃，在七尾城被圍困時，患上城内發生的疫病而死去（七尾城之戰）。不久後七尾城被攻陷，戰國大名能登畠山氏在歴史舞台上消失。畠山氏的血統由成為上杉家家臣的義春（春王丸的祖父義綱的弟弟。有說指和上條政繁是同一人物。）流傳。後來義春成為江戶幕府的高家，由一時間稱上條和上杉的姓改回畠山姓。
還有在這段時期，畠山家的狀況多數被記載成與上杉謙信或織田信長的行動有關連，世代交替十分激烈，但是因為缺乏史料，從當時的文書至現代的歷史小説中的人名亦錯綜複雜，連春王丸是義春的說法都有，但是未滿10歳的男子被賜予名字的例子幾乎沒有，因此被推測為是混淆了義綱的弟弟義春和春王丸的名字。